# The First Night
The First Night è un singolo R&B di Monica prodotto da Jermaine Dupri e scritto da Tamara Savage, Marilyn McLeod e Pam Sawyer per il secondo album della cantante.
Pubblicato come secondo singolo estratto da The Boy Is Mine, il singolo è arrivato al numero 1 in USA sia nella Billboard Hot 100, dove è rimasto per 5 settimane non consecutive, che nella Hot R&B/Hip-Hop Songs per sei settimane consecutive. È una delle canzoni più famose dell'artista in tutto il mondo ed ha ottenuto la certificazione di disco di platino dalla RIAA.

## Composizione e testo
Il singolo è stato prodotto da Jermaine Dupri, che da qui in poi inizierà una collaborazione discontinua ma fortunata con la cantante. Dupri ha usato un campionamento di Love Hangover, singolo targato 1976 di Diana Ross, uno dei pezzi più famosi della leggendaria star. Il singolo riprende quindi il ritmo funk della canzone campionata, diventando una traccia uptempo e molto ballabile. Questa traccia si distacca leggermente dall'andamento generale dell'album da cui è tratto, che va verso una direzione più soul e da ballads. L'intro rap è opera di Dupri, il quale non viene però menzionato sulla copertina del singolo o sul retro dell'album.
Nella canzone Monica informa un potenziale amante o futuro fidanzato che, nonostante sia molto attratta da lui, non intende assolutamente concedersi la sera del primo appuntamento. Ammette di volerlo baciare e toccare quando è seduta vicino a lui, ma aggiunge che se egli la vuole veramente, la deve prima conoscere.

## Video
Il video della canzone è stato diretto da Joseph Kahn ed è ambientato in un locale notturno che presenta una struttura da teatro elisabettiano: la pista da ballo dove viene effettuata la coreografia infatti è circondata da tutti i lati da palchi e balconate pieni di ragazzi. Sono state utilizzate anche riprese in digitale che si soffermano su dettagli dell'ambiente circostante, come le gambe di Monica o mazzi di rose, con un effetto amatoriale e voyeuristico.
La cantante oltre ad eseguire la coreografia con i ballerini, canta seduta su un divano nel locale, da dove osserva dei possibili pretendenti con un piccolo binocolo da teatro e cerca di evitare le avance di un giovane corteggiatore. In questo video Monica indossa una striscia bianca di stoffa sul braccio sinistro, particolare che userà in video successivi e in molte performance dal vivo e apparizioni pubbliche. Il motivo di questo particolare è il coprire un tatuaggio: la cantante ritiene infatti che i tatuaggi siano molto intimi e personali, e inoltre non intende lanciare dei messaggi che potrebbero risultare negativi, soprattutto ai giovani.

## Ricezione
Pubblicata come secondo singolo dall'album The Boy Is Mine dopo lo straordinario successo della title track in coppia con Brandy, la canzone è stato un altro successo.
Uscito il 24 luglio 1998, il singolo è arrivato al numero 1 della Hot 100 il 3 ottobre, scalzando I Don't Want to Miss a Thing degli Aerosmith e rimanendovi per 3 settimane. Dopo essere stata rimpiazzata da One Week dei Barenaked Ladies, la canzone è tornata di nuovo in vetta per altre 2 settimane, diventando così con 5 settimane al numero 1 il singolo di Monica di maggior successo dopo The Boy Is Mine, la sua seconda numero 1 e la prima come solista.
Anche nelle classifiche R&B il singolo è arrivato al numero 1, dove è rimasto per ben 6 settimane; in questo caso è il quarto singolo dell'artista ad arrivare al numero 1.
La canzone ha raggiunto il numero 1 anche nella Hot Dance Club Play, ovvero la classifica di Billboard dei pezzi più suonati nelle discoteche degli USA, ed ha avuto successo anche all'estero.
È stato il secondo singolo della cantante ad entrare in top 10 sia in Canada che nel Regno Unito, arrivando al numero 6 in entrambi i paesi.
In Nuova Zelanda ha raggiunto il numero 15 restando 11 settimane in classifica, ed è entrato nella top 40 di vari altri paesi, tra cui Paesi Bassi (al numero 22), Australia e Irlanda (in entrambe al numero 30). Dopo The Boy Is Mine, è il più grande successo della cantante a livello internazionale.
In USA il singolo è il quarto dell'artista ad essere stato certificato disco di platino, con oltre un milione di copie vendute. Grazie alle 13 settimane al numero 1 di The Boy is Mine e alle 5 di The First Night, Monica è diventata la seconda artista con il maggior numero di settimane passate al numero 1 nella Hot 100 all'interno di un anno del decennio degli anni 1990. Il primo artista è Puff Daddy con 19 settimane, una sola in più di Monica..

## Classifiche
| Classifica (1998)                      | Posizione |
| -------------------------------------- | --------- |
| Australia                              | 30        |
| Belgio                                 | 31        |
| Canada                                 | 6         |
| Paesi Bassi                            | 22        |
| Francia                                | 41        |
| Germania                               | 63        |
| Irlanda                                | 30        |
| Nuova Zelanda                          | 15        |
| Regno Unito                            | 6         |
| U.S. Billboard Hot 100                 | 1         |
| U.S. Billboard Hot 100 Airplay         | 16        |
| U.S. Billboard Hot R&B/Hip-Hop Singles | 1         |
| U.S. Billboard Hot R&B/Hip-Hop Airplay | 2         |
| U.S. Billboard Hot Dance Club Play     | 1         |

### Classifiche decennali
| Classifica (1990–1999) | Posizione |
| ---------------------- | --------- |
| Stati Uniti            | 26        |